# Lelio Biscia
Lelio Biscia, född 15 juni 1575 i Rom, död 19 november 1638 i Rom, var en italiensk kardinal. 

## Biografi
Lelio Biscia var son till konsistorialadvokaten Bernardino Biscia och Vittoria Scapucci. Han blev själv konsistorialadvokat år 1595 och var för en tid refendarieråd vid Apostoliska signaturan.
Den 19 januari 1626 upphöjde påve Urban VIII Biscia till kardinaldiakon med Santi Vito, Modesto e Crescenzia som titeldiakonia. År 1633 erhöll han Santa Maria in Cosmedin som titeldiakonia. Fyra år senare, 1637, blev han kardinalpräst och erhöll då Santa Maria del Popolo som titelkyrka.
Biscia avled i Rom år 1638 och är begravd i San Francesco a Ripa i Trastevere.

## Bilder

Kardinal Lelio Biscias titeldiakonior och titelkyrka
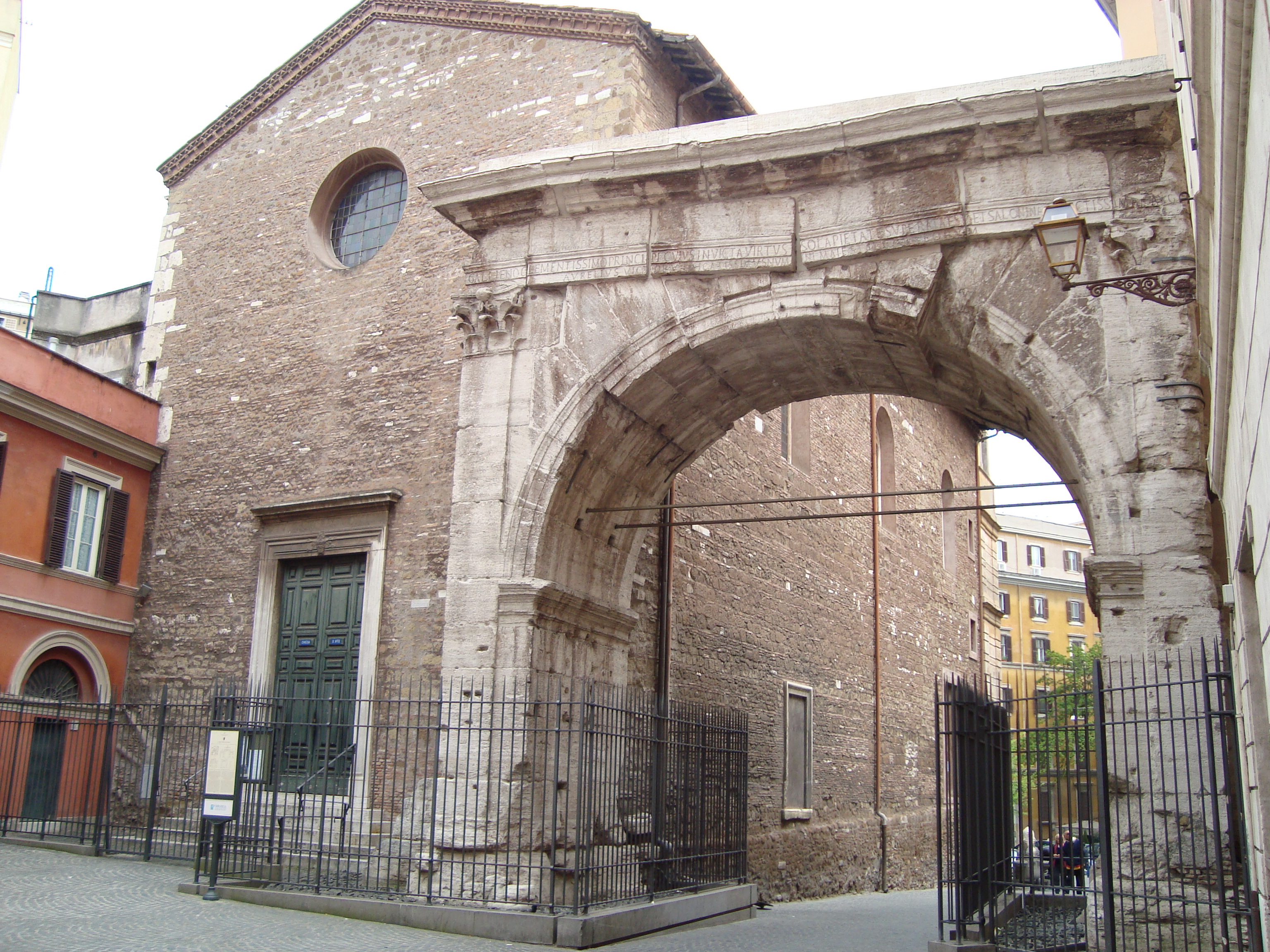
Santi Vito, Modesto e Crescenzia.
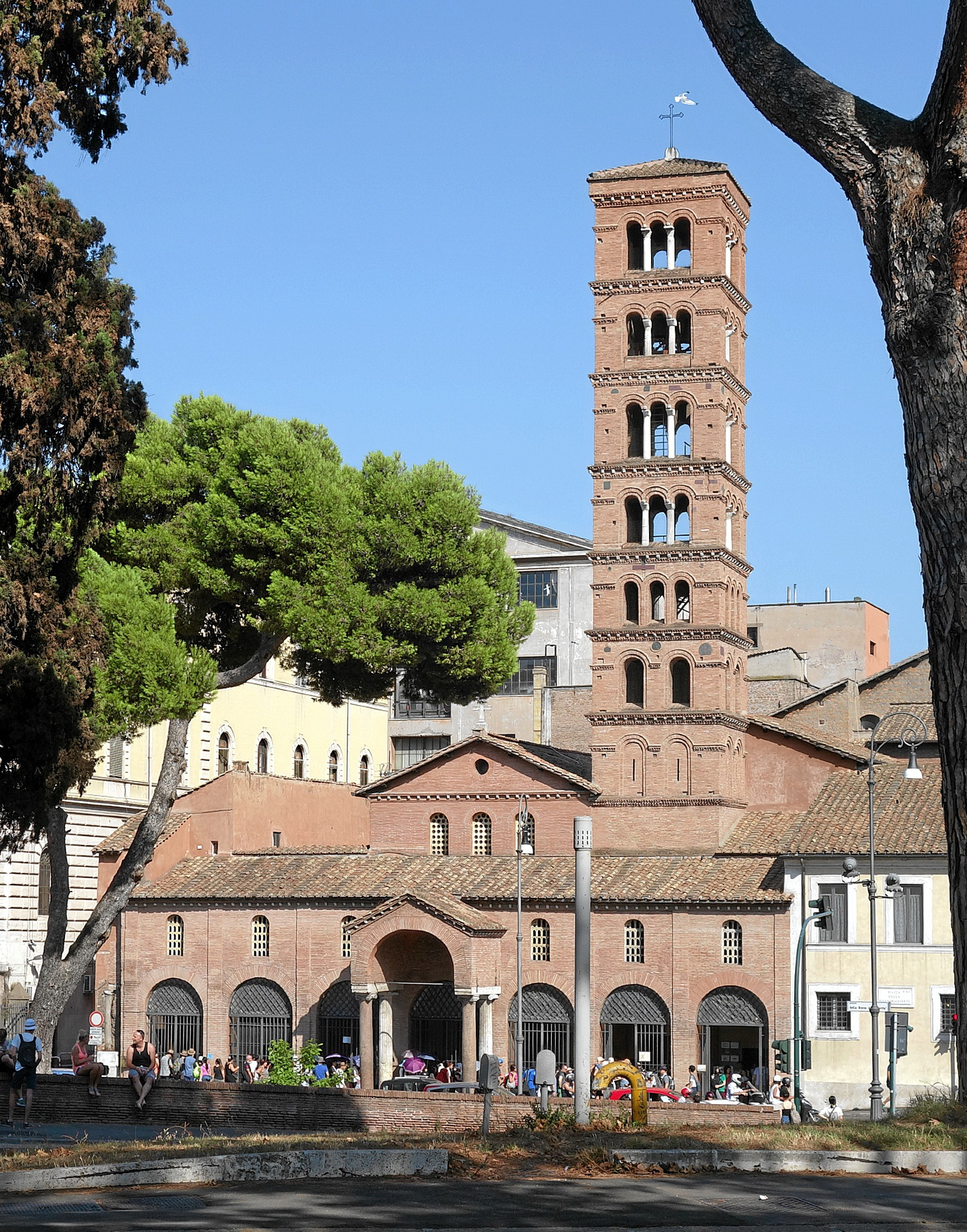
Santa Maria in Cosmedin.
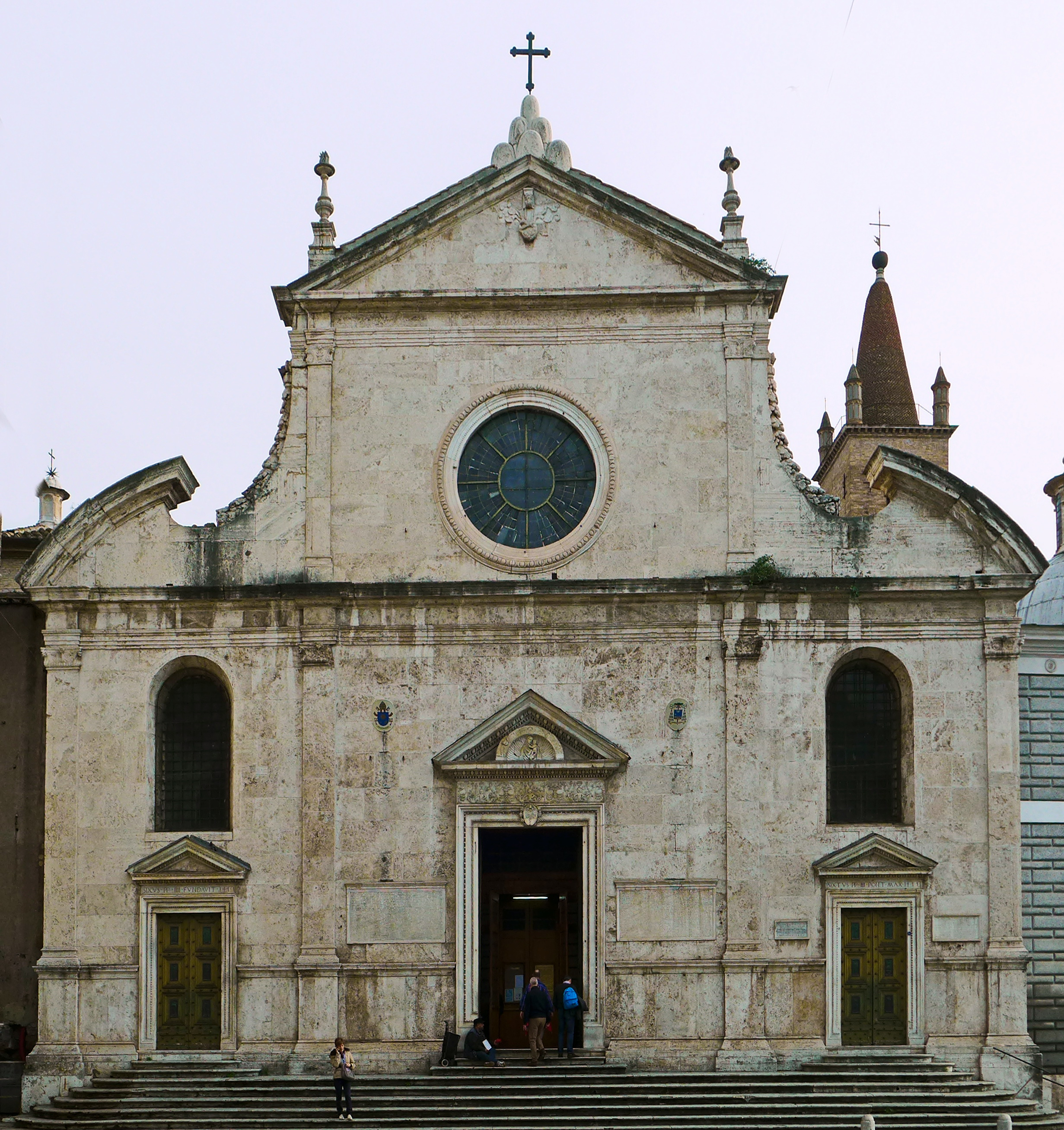
Santa Maria del Popolo.